# ABK朝美活
ABK朝美活（エービーケーあさびかつ）は、愛知県安城市で行われているゴミ拾い活動である。地域の住民、会社員、学生などさまざまな人が自主的に集まり、三河安城駅周辺を掃除する。毎月第一火曜日の朝6時45分から7時30分までの45分間、三河安城駅から出発して周辺を掃除する。また、毎月19日には13時19分に「いちじく大作戦」と銘打って三河安城駅からアンフォーレに向かって街路を清掃する。

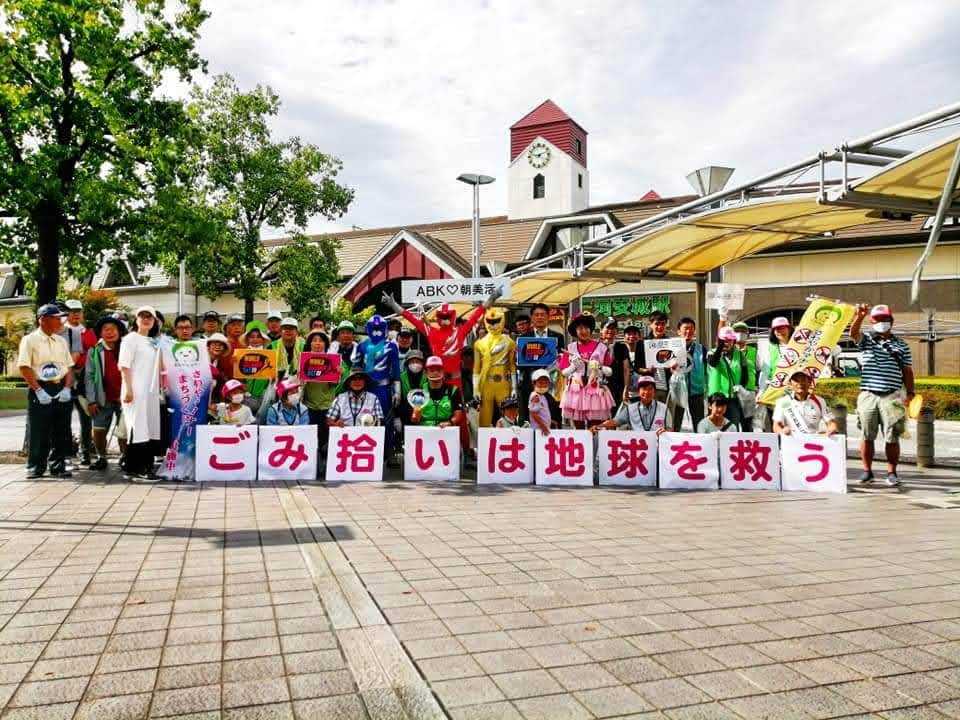
ABK朝美活の活動前の集合写真

## 沿革
ABK朝美活は、2011年から始められた活動である。地域の人々と交流し、環境意識を高めることも目的とした。
ABK朝美活はブログやSNSで呼びかけを行われ、最初は数人だった参加者も徐々に増えていった。2016年には、「アダプトプログラム」という安城市の環境美化事業に登録し、市からも支援を受けるようになった。

## 活動内容
ABK朝美活は、毎月第一火曜日の朝6時45分から7時30分までの45分間、三河安城駅から出発して周辺を掃除する。参加者は、ゴミ袋や手袋などの清掃用具を持参し、指定されたルートやエリアを歩きながらゴミを拾う。拾ったゴミは可燃・不燃ごとに分別し、市が設置したゴミ箱や集積場所に捨てる。掃除が終わった後は、参加者同士で交流したり、感想や意見を共有したりする。
また、毎月19日には13時19分に「いちじく大作戦」と銘打って三河安城駅からアンフォーレに向かって街路を清掃する。この活動は、「いちじく」が安城市の特産品であることにちなんで名付けられた。この日は、どこでも誰とでも自由に参加できるように呼びかけている。特に、子どもたちにゴミ拾いを体験する機会を増やしたいという思いから始めた活動である。

## 活動の効果
ABK朝美活は、地域の環境美化だけでなく、参加者や周囲の人々の環境意識やコミュニティ感の向上にも貢献している。参加者は、ゴミ拾いを通じて地域の現状や課題に目を向けるようになり、自分たちの行動が地球や社会に与える影響を考えるようになった。また、さまざまな年代や職業の人々と交流することで、友情や協力関係を築くことができた。周囲の人々も、ABK朝美活の活動を見て感化され、自分たちもゴミ拾いをしたり、ゴミを減らしたりするようになった。
ABK朝美活は、安城市だけでなく、全国や世界にも環境美化や環境教育のモデルとして注目されている。2017年には、「Let's エコアクション in AICHI 2015」にも出場した。2019年には、「SDGs未来都市」に選ばれた安城市の取り組みの一つとして紹介された。
2021年には、安城市議会でゼロカーボン達成に向けた取り組み推進に関する請願を提出し全会一致で採択させた。この請願では、安城市が2050年までに温室効果ガス排出量を実質ゼロにすることや、再生可能エネルギーの導入や省エネルギーの推進などの具体的な施策を求めた。この請願は、安城市議会で全会一致で採択された。これは、安城市が気候変動への対応を本格的に始めるきっかけとなった。